# Mehdawal
Mehdawal es un pueblo y nagar Panchayat situado en el distrito de Sant Kabir Nagar en el estado de Uttar Pradesh (India). Su población es de 27897 habitantes (2011). 

## Demografía
Según el censo de 2011 la población de Mehdawal era de 27897 habitantes, de los cuales 14390 eran hombres y 13507 eran mujeres. Mehdawal tiene una tasa media de alfabetización del 66,84%, inferior a la media estatal del 67,68%: la alfabetización masculina es del 75,04%, y la alfabetización femenina del 58,17%.